# William Saroyan
William Saroyan (Fresno, 1908. augusztus 31. – Fresno, 1981. május 18.) örmény származású amerikai író.

## Élete
Szülei a törökországi Bitlisből származó bevándorlók voltak. Irodalmi pályafutását 1928 és 1936 közt publikált novellákkal kezdte, e történetei miatt a Columbia Pictures mint forgatókönyvírót alkalmazta. E tevékenysége közben folytatta prózai munkái, illetve színdarabjai írását, ezek különösen népszerűek voltak az 1930-as években a Nagy gazdasági világválság idején.
Munkái jó része gyermekkoráról szól. The Time of your Life című darabja Pulitzer-díjat, a The Human Comedy című film forgatókönyvéért pedig Oscar-díjat kapott. 1943-ban az American Academy of Arts and Letters tagjává választották. Kétszer is feleségül vette Carol Grace (1924-2003) színésznőt, aki később Walter Matthau felesége lett. Gyermekei: Aram Saroyan költő, író (1943) és Lucy Saroyan színésznő (1946-2003).
Életéről Lusin Dink örmény rendező készített filmet 2012-ben, Saroyan Ülkesi címmel.

## Magyarul megjelent művei
Irodalmi lapok hasábjain több novellája jelent meg, illetve regényei is több kiadást értek meg. A lista csak az antológiákban megjelent novellákat, illetve a regények első kiadásainak adatait tartalmazza.
- Emberi történet; ford. Lengyel András, ill. Don Freeman rajzaival; Bibliotheca, Bp., 1944
- Gentleman / Úriember; ford. Székely Zsuzsa; Bibliotheca, Bp., 1945 (Kétnyelvű könyvtár)
- Egy amerikai közlegény kalandjai; ford. Rácz György; Bibliotheca, Bp., 1947
- Apa és fia (novella, Mai amerikai elbeszélők c. antológia, Európa, 1965, szerk: Ottlik Géza)
- Szőlőmetszés tél idején (novella, Utak a Föld körül c. antológia, Kozmosz, 1966)
- Játsszunk nyílt kártyákkal (tanulmány, Írók a moziban c. tanulmánygyűjtemény, Magvető, 1971, szerk: Kenedi János)
- A kolibri, amely áttelelt (novella, Galaktika 30., 1978)
- Szerelem, halál, önfeláldozás stb. (novella, Az elveszett kisfiú c. antológia, Európa, 1979, ISBN 9630717395)
- A hanfordi utazás (novella, Az elveszett kisfiú c. antológia, Európa, 1979, ISBN 9630717395)

## Fordítás
- Ez a szócikk részben vagy egészben  a   William Saroyan című német Wikipédia-szócikk ezen változatának fordításán alapul.  Az eredeti cikk szerkesztőit annak laptörténete sorolja fel. Ez a jelzés csupán a megfogalmazás eredetét és a szerzői jogokat jelzi, nem szolgál a cikkben szereplő információk forrásmegjelöléseként.